# Favia fragum
Espèce
Statut CITES
Favia conferta est une espèce de coraux appartenant à la famille des Faviidae ou la famille Mussidae.